# 布罗库姆
布罗库姆是德国下萨克森州的一个市镇。总面积30.59平方公里，总人口1058人，其中男性496人，女性562人（2011年12月31日），人口密度35人/平方公里。